# Temporada 1970-71 de los Portland Trail Blazers
La temporada 1970-71 fue la primera de los Portland Trail Blazers en la NBA, tras la expansión de la liga con la incorporación además de los Buffalo Braves y los Cleveland Cavaliers. La temporada regular acabó con 29 victorias y 53 derrotas, ocupando el noveno y último puesto de la conferencia Oeste, no logrando clasificarse para los playoffs.

## Draft de expansión

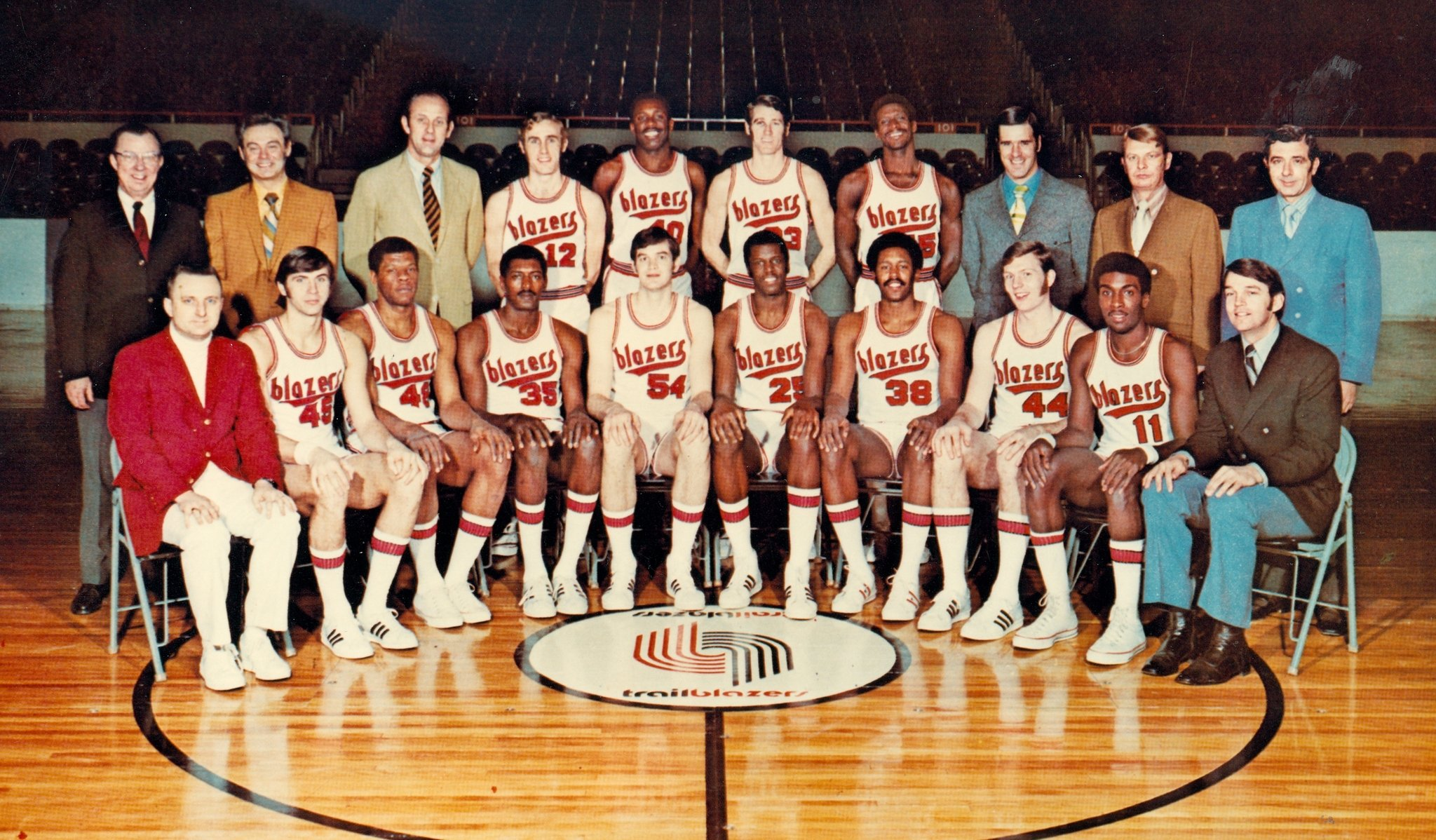
Primera plantilla de los Blazers

| Jugador         | Posición        | Equipo                 |
| --------------- | --------------- | ---------------------- |
| Rick Adelman    | Base            | San Diego Rockets      |
| Jerry Chambers  | Alero           | Phoenix Suns           |
| LeRoy Ellis     | Pívot           | Baltimore Bullets      |
| Fred Hetzel     | Alero           | Philadelphia 76ers     |
| Joe Kennedy     | Alero           | Seattle SuperSonics    |
| Ed Manning      | Alero/Ala-Pívot | Chicago Bulls          |
| Stan McKenzie   | Alero           | Phoenix Suns           |
| Dorie Murrey    | Ala-Pívot       | Seattle SuperSonics    |
| Pat Riley       | Escolta         | San Diego Rockets      |
| Dale Schlueter  | Pívot           | San Francisco Warriors |
| Larry Siegfried | Base            | Boston Celtics         |

Fuente:

## Elecciones en elDraft
| Ronda | Puesto | Jugador        | Posición  | Nacionalidad   | Universidad           |
| ----- | ------ | -------------- | --------- | -------------- | --------------------- |
| 1     | 8      | Geoff Petrie   | Escolta   | Estados Unidos | Princeton             |
| 2     | 25     | Walt Gilmore   | Ala-Pívot | Estados Unidos | Fort Valley State*    |
| 5     | 76     | Ron Knight     | Alero     | Estados Unidos | Cal State Los Angeles |
| 7     | 110    | Claude English | Alero     | Estados Unidos | Rhode Island          |

## Temporada regular
| División Pacífico        | División Pacífico | División Pacífico | División Pacífico | División Pacífico | División Pacífico | División Pacífico | División Pacífico | División Pacífico |
| Equipo                   | G                 | P                 | %                 | PD                | Casa              | Fuera             | Neutral           | Div               |
| ------------------------ | ----------------- | ----------------- | ----------------- | ----------------- | ----------------- | ----------------- | ----------------- | ----------------- |
| y-Los Angeles Lakers     | 48                | 34                | .585              | –                 | 30–11             | 17–22             | 1–1               | 15–7              |
| x-San Francisco Warriors | 41                | 41                | .500              | 7                 | 20–18             | 19–21             | 2–2               | 12–10             |
| San Diego Rockets        | 40                | 42                | .488              | 8                 | 24–15             | 15–26             | 1–1               | 14–8              |
| Seattle SuperSonics      | 38                | 44                | .463              | 10                | 27–13             | 11–30             | 0–1               | 10–14             |
| Portland Trail Blazers   | 29                | 53                | .354              | 19                | 18–21             | 9–26              | 2–6               | 3–15              |

## Estadísticas
| Rk | Jugador        | Edad | P  | PT | MP   | TC  | TCI  | %TC  | TL  | TLI | %TL  | RB   | AS  | FP  | PTS  |
| -- | -------------- | ---- | -- | -- | ---- | --- | ---- | ---- | --- | --- | ---- | ---- | --- | --- | ---- |
| 1  | Geoff Petrie   | 22   | 82 |    | 37.0 | 9.6 | 21.6 | .443 | 5.6 | 7.3 | .772 | 3.4  | 4.8 | 2.4 | 24.8 |
| 2  | Leroy Ellis    | 30   | 74 |    | 34.9 | 6.6 | 14.8 | .443 | 2.8 | 3.5 | .801 | 12.3 | 3.2 | 3.5 | 15.9 |
| 3  | Jim Barnett    | 26   | 78 |    | 30.4 | 7.2 | 16.4 | .436 | 4.2 | 5.2 | .811 | 4.8  | 4.1 | 2.4 | 18.5 |
| 4  | Rick Adelman   | 24   | 81 |    | 28.4 | 4.7 | 11.0 | .422 | 3.3 | 4.6 | .724 | 3.5  | 4.7 | 2.6 | 12.6 |
| 5  | Stan McKenzie  | 26   | 82 |    | 27.9 | 4.9 | 11.0 | .441 | 4.0 | 4.8 | .836 | 3.8  | 2.9 | 2.9 | 13.7 |
| 6  | Gary Gregor    | 25   | 44 |    | 26.2 | 4.1 | 9.6  | .430 | 1.3 | 2.0 | .663 | 7.6  | 1.8 | 2.7 | 9.6  |
| 7  | Dale Schlueter | 25   | 80 |    | 22.8 | 3.2 | 6.6  | .488 | 1.8 | 2.7 | .656 | 7.9  | 2.4 | 3.3 | 8.2  |
| 8  | Shaler Halimon | 25   | 79 |    | 20.6 | 3.8 | 9.8  | .387 | 1.4 | 2.0 | .665 | 5.3  | 2.7 | 2.3 | 8.9  |
| 9  | Ed Manning     | 27   | 79 |    | 19.7 | 3.1 | 7.1  | .435 | 0.9 | 1.2 | .806 | 5.2  | 1.4 | 2.5 | 7.1  |
| 10 | Ron Knight     | 23   | 52 |    | 12.7 | 1.9 | 4.4  | .430 | 0.4 | 0.7 | .500 | 3.2  | 1.0 | 1.9 | 4.2  |
| 11 | Dorie Murrey   | 27   | 2  |    | 10.0 | 0.5 | 3.0  | .167 | 4.5 | 5.5 | .818 | 3.5  | 0.5 | 1.5 | 5.5  |
| 12 | Walt Gilmore   | 23   | 27 |    | 9.7  | 0.9 | 2.0  | .426 | 0.4 | 1.0 | .462 | 2.7  | 0.4 | 1.8 | 2.1  |
| 13 | Claude English | 24   | 18 |    | 3.9  | 0.6 | 2.3  | .262 | 0.3 | 0.4 | .714 | 1.1  | 0.3 | 0.8 | 1.5  |
| 14 | Bill Stricker  | 23   | 1  |    | 2.0  | 2.0 | 3.0  | .667 | 0.0 | 0.0 | .000 | 0.0  | 0.0 | 1.0 | 4.0  |

## Galardones y récords
| Jugador      | Galardón                             |
| Geoff Petrie | Co-Rookie del Año de la NBA All-Star |